# ABN Bərdə
ABN Bərdə war ein aserbaidschanischer Fußballverein, der in der ersten aserbaidschanischen Liga spielte. Zur Saison 2007/08 ersetzte der Club MKT Araz İmişli, welcher bankrottging. Das Team wurde von Faiq Cabbarov gecoacht.
Im Verein spielten ausschließlich aserbaidschanische Spieler. 2010 wurde der Fußballverein aufgelöst.